# Округ Сан Мигел (Колорадо)
Сан Мигел (енгл. San Miguel County) је округ у америчкој савезној држави Колорадо. По попису из 2010. године број становника је 7.359. Седиште округа је град Телјурајд.

## Демографија
Према попису становништва из 2010. у округу је живело 7.359 становника, што је 765 (11,6%) становника више него 2000. године.
| Група             | 2000.         | 2010.         |
| Белци             | 5.959 (90,4%) | 6.514 (88,5%) |
| Афроамериканци    | 19 (0,3%)     | 29 (0,4%)     |
| Азијати           | 49 (0,7%)     | 53 (0,7%)     |
| Хиспаноамериканци | 439 (6,7%)    | 630 (8,6%)    |
| Укупно            | 6.594         | 7.359         |